# Ferdinand Christian Baur
Ferdinand Christian Baur (21. června 1792 Fellbach – 2. prosince 1860 Tübingen) byl německý protestantský teolog, profesor teologie na univerzitě v Tübingenu (1826–1860), zakladatel a vůdce tübingenské teologické školy. Jeho dílo mělo trvalý vliv na hermeneutiku a analýzu biblických textů. Důležitou Baurovou tezí, formulovanou jazykem hegelovské filosofie, bylo, že křesťanství druhého století vzniklo jako syntéza dvou protikladných tezí, petrovského židokřesťanství a pavlovského pohanokřesťanství. Významné jsou také jeho pětidílné dějiny církve Geschichte der christlichen Kirche (1853–1863). Krom křesťanství se zaobíral též manicheismem. Nepřijal dosavadní všeobecně přijímaný koncept, že manicheismus je směsí zoroastrismu a křesťanství, a překvapil soudobou vědu tezí, že zásadní složkou při vzniku manicheismu byl buddhismus.